# Сун Чжэюань
Сун Чжэюа́нь (кит. упр. 宋哲元, пиньинь Sòng Zhéyuán, 1885—1940) — китайский генерал.

## Биография
Родился в деревне Чжаохун уезда Лаолин провинции Шаньдун. Его дядя по матери был учителем в частной школе, поэтому Сун Чжэюань он смог получить классическое конфуцианское образование. В 1907 году поступил в Бэйянскую военную академию, после её окончания стал служить под командованием генерала Фэн Юйсяна. Когда в 1917 году Чжан Сюнь попытался восстановить в Китае монархию — батальон Сун Чжэюаня был среди тех, кто ликвидировал этот путч.
В 1925 году Сун Чжэюань стал губернатором провинции Жэхэ. В 1926 году присоединился к Северному походу, в ноябре 1927 года был назначен губернатором провинции Шэньси. Когда в 1930 году Фэн Юйсян стал воевать против Чан Кайши и потерпел поражение, Сун Чжэюань присоединился к Чжан Сюэляну и стал у него командиром дивизии. В 1932 году стал губернатором провинции Чахар. Когда в 1933 году японцы вторглись в Жэхэ — войска Сун Чжэюаня пытались оказать им сопротивление. После японской победы Сун был смещён со своих постов, но вновь получил под командование войска после подписания Соглашения Хэ-Умэдзу, став главой Хэбэйско-Чахарского политического совета.
29-я армия Сун Чжэюаня была вытеснена из Бэйпина после инцидента на Лугоуцяо, и подверглась преследованию японской армией в ходе Бэйпин-Ханькоуской операции. Губернатор Шаньдуна Хань Фуцзюй (подозреваемый в сотрудничестве с японцами) не дал 29-й армии перейти Хуанхэ, в результате чего она была уничтожена в Шицзячжуане в конце 1937 — начале 1938 года; остатки войск ушли в горы и перешли к партизанским действиям.
Сун Чжэюань страдал от различных болезней, и после неудачных попыток лечения в Гуйлине, Чунцине и Чэнду, он умер в Мяньяне.